# Philippe Troussier
Philippe Omar Troussier, nacido en París el 21 de marzo de 1955, es un exfutbolista y entrenador francés. Actualmente está sin club.

## Biografía

### Como jugador
Troussier fue zaguero de equipos como el Angouleme, Red Star, Rouen y el Stade de Reims, todos ellos de la Ligue 2 de su país, durante su carrera de jugador entre los años 1976 y 1983.

### Como entrenador
En su trayectoria como técnico, entrenó a clubes de segunda y tercera división de Francia: Alençon (1984-1987), el ya citado Red Star (1987-1989) y US Créteil-Lusitanos (1989).
A partir de 1989, se fue de aventura al fútbol africano, donde pasaría una larga etapa. En primer lugar, asumió la dirección del ASEC Mimosas, un equipo de la capital de Costa de Marfil. Después fue hacia Sudáfrica en 1993, donde entrenó al Kaizer Chiefs; y posteriormente se hizo cargo del FUS de Rabat de Marruecos.
Luego pasó una década entrenando a diferentes selecciones del continente africano, como Costa de Marfil.
Selección de Nigeria
En marzo de 1997, Troussier se convirtió en el seleccionador de Nigeria. Logró clasificar a las águilas para la Copa Mundial de Francia 98, pero no renovó contrato.
Selección de Burkina Faso
Al dejar el banquillo nigeriano, firmó con la inexpresiva selección de Burkina Faso, que se alistaba para jugar la Copa Africana de Naciones 1998. Con un equipo igualmente pobre, desorganizado, Troussier llegó a disputar el tercer puesto de la copa, pero luego de estar venciendo al Congo por 4-1, vio cómo su equipo recibió tres goles en los tres minutos finales de juego para ceder un empate de 4-4. Sin prórroga, el partido se decidió en la tanda de penaltis y allí Congo fue el vencedor.
Selección de Sudáfrica
Al dejar la selección de Burkina Faso, firmó con Sudáfrica, que ya estaba clasificada para el Mundial de Francia 1998.
Luego de sacudirse del polvo africano, Troussier sufrió un duro revés en su estreno en el mundial. África del Sur jugó precisamente contra Francia, en el Stade Vélodrome, pero perdió por 3 a 0. Posteriormente empató contra Dinamarca (1-1) y Arabia Saudita (2-2), pero esos dos puntos no bastaron para superar la fase de grupos.
Selección de Japón
Troussier llegó a Japón en septiembre de 1998 para asumir todas las categorías de la selección. Al llegar a Japón el técnico francés, que en África se ganó el apodo de "el mago blanco", se encontró con un país deprimido por el pobre papel de su selección en el Mundial y decidió revolucionar el equipo japonés.
El técnico francés, que en poco tiempo pasó de ser el "mago blanco" al "diablo rojo" por sus ataques de cólera, condujo a los sub-20 japoneses a la final del Mundial de Nigeria, que perdieron frente a España. Sobre esa base edificó el futuro: Jubiló a la anterior generación, con Kazu Miura y el brasileño nacionalizado Wagner Lopes a la cabeza, y dio paso a los jóvenes, liderados por Hidetoshi Nakata, su mejor jugador.
Con estos, alcanzó los cuartos de final de los Juegos Olímpicos de Sídney 2000, ganó la Copa de Asia de selecciones y fue finalista en la Copa Confederaciones 2001. Pero su gran reto era cumplir un buen papel en el Mundial donde era anfitrión, y llevó a los samurais azules a los octavos de final, donde cayeron ante Turquía. Una vez concluida su participación en el Mundial, Troussier fue relevado en el puesto de seleccionador por el brasileño Zico.
Selección de Catar
Tras su experiencia nipona, Troussier volvería a dirigir otra selección, esta vez la de Catar. Fue destituido un año después, tras perder contra Indonesia en el primer partido de la Copa Asiática.
Olympique de Marsella
A finales de 2004, se incorporó al Olympique de Marsella, que era el 7.º clasificado tras 15 jornadas de la Ligue 1 2004-05. Su personalidad, considerada demasiado autoritaria, no encajó en el vestuario, hasta el punto de que Bixente Lizarazu se fue al Bayern de Múnich por "incompatibilidad de caracteres" con el técnico. Tampoco ayudó una sorprendente eliminación en treintaidosavos de final la Copa de Francia ante el Angers SCO. Aunque el OM terminó el campeonato en un aceptable 5.º puesto, Troussier no continuó en el banquillo del Stade Vélodrome.
Selección de Marruecos
En octubre de 2005, Troussier tomó el mando de la selección de Marruecos. Sin embargo, fue cesado en sus funciones sólo dos meses después de su nombramiento por "profundas divergencias" con la Federación marroquí.
Selección de Benín
A finales de 2007, Troussier fue anunciado como seleccionador del Benín, pero finalmente no llegó a dirigir al combinado nacional de aquel país.
FC Ryūkyū
Entre 2008 y 2011, Troussier estuvo al frente de la dirección deportiva del FC Ryūkyū de la tercera división japonesa. Durante este periodo, su nombre sonó para ocupar los banquillos del Grenoble y de la selección de Costa de Marfil.
Shenzhen Ruby
En febrero de 2011, fue contratado como nuevo técnico del Shenzhen Ruby de China, al que entrenó durante dos años.
Club Sportif Sfaxien
En junio de 2014, se incorporó al Club Sportif Sfaxien de Túnez, del que se desvinculó en septiembre de ese mismo año tras la eliminación en la Liga de Campeones de la AFC.
Hangzhou Greentown
Troussier regresó a China en diciembre de 2014 para hacerse cargo del Hangzhou Greentown F.C.. Fue despedido tras sólo 6 meses debido a los malos resultados del equipo.
Selección de Vietnam
El 27 de febrero de 2023, fue nombrado seleccionador de Vietnam.El 26 de marzo de 2024, fue despedido de su cargo luego de quedar sin posibilidades de clasificar a la Copa Mundial de la FIFA 2026.

## Clubes

### Como jugador
| Club           | País    | Año       |
| -------------- | ------- | --------- |
| AS Angoulême   | Francia | 1976-1977 |
| Red Star       | Francia | 1977-1978 |
| FC Rouen       | Francia | 1978-1981 |
| Stade de Reims | Francia | 1981-1983 |

### Como entrenador
| Club                           | País            | Año       |
| ------------------------------ | --------------- | --------- |
| US Alençon                     | Francia         | 1984-1987 |
| Red Star                       | Francia         | 1987-1989 |
| US Créteil-Lusitanos           | Francia         | 1989      |
| ASEC Mimosas                   | Costa de Marfil | 1989-1992 |
| Selección de Costa de Marfil   | Costa de Marfil | 1992-1993 |
| Kaizer Chiefs                  | Sudáfrica       | 1993-1994 |
| FUS de Rabat                   | Marruecos       | 1995-1997 |
| Selección de Nigeria           | Nigeria         | 1997      |
| Selección de Burkina Faso      | Burkina Faso    | 1998      |
| Selección de Sudáfrica         | Sudáfrica       | 1998      |
| Selección de Japón             | Japón           | 1998-2002 |
| Selección de Catar             | Catar           | 2003-2004 |
| Olympique de Marsella          | Francia         | 2004-2005 |
| Selección de Marruecos         | Marruecos       | 2005      |
| Selección de Benín             | Benín           | 2007      |
| FAR Rabat                      | Marruecos       | 2007      |
| FC Ryūkyū (director deportivo) | Japón           | 2008-2011 |
| Shenzhen Ruby                  | China           | 2011-2013 |
| Club Sportif Sfaxien           | Túnez           | 2014      |
| Hangzhou Greentown             | China           | 2014-2015 |
| Selección sub-20 de Vietnam    | Vietnam         | 2019-2021 |
| Selección de Vietnam           | Vietnam         | 2023-2024 |
| Selección sub-23 de Vietnam    | Vietnam         | 2023-2024 |

## Palmarés

### Como entrenador

#### Torneos nacionales
| Título           | Equipo       | País            | Año  |
| ---------------- | ------------ | --------------- | ---- |
| Primera División | ASEC Mimosas | Costa de Marfil | 1990 |
| Primera División | ASEC Mimosas | Costa de Marfil | 1991 |
| Primera División | ASEC Mimosas | Costa de Marfil | 1992 |
| Copa del Trono   | FUS de Rabat | Marruecos       | 1995 |

#### Torneos internacionales
| Título        | Equipo             | Sede   | Año  |
| ------------- | ------------------ | ------ | ---- |
| Copa Asiática | Selección de Japón | Líbano | 2000 |

### Distinciones individuales
| Distinción                                      | Año  |
| ----------------------------------------------- | ---- |
| Inducido al Salón de la Fama del fútbol japonés | 2020 |